# Когнати (Римське право)
Когнати (лат. cognati — родичі) — в  римському праві особи, які перебувають в юридично визнаній кровній спорідненості по жіночій лінії і кровні родичі взагалі. В  пізній імперії когнати могли бути визначені як спадкоємці поряд з  агнатами.

## Опис
Когнатське споріднення визначається за лініями і ступенями. Існує дві лінії: пряма і бокова. Від прямої походять висхідна та низхідна. Якщо родичі походять послідовно один від одного (напр.: батько, син, онука) - це родичі по прямій лінії. Родичі по прямій лінії, від якої походить конкретна особа - це родичі по прямій висхідній лінії. Родичі, які походять від конкретної особи, належать до прямої низхідної лінії. Родичі, які мають одного спільного предка, іменуються родичами по боковій лінії. Близькість або ступінь споріднення між нащадками по прямій та боковій лініям визначалася за кількістю народжень між особами, між якими потрібно було з'ясувати ступінь споріднення. Родичі по боковій лінії, які мали спільних батька та матір, називаються повнорідними. Діти, які мають спільного батька, але різних матерів, є єдинокровними. Якщо ж брат і сестра мають спільну матір, але різних батьків, вони називаються єдиноутробними.

## Свояцтво
Свояцтво - це термін у сімейному праві, який описує зв'язок родичів дружини з одного боку та родичів чоловіка з іншого. 
У Стародавньому Римі свояцтво було дозволено, але здебільшого воно було розповсюджено в елітних прошарках суспільства. Римське право дозволяло своякам укладати шлюби між собою, водночас існували деякі обмеження. Наприклад, шлюб між зведеними братами і сестрами був заборонений. 

## Спадщина
У Стародавньому Римі когнатська система успадкування передавалася всередині когнату, тобто групи людей, яка мала спільного предка. Вона базувалася на родинних зв'язках і не виключала участі жінок. У цій системі успадкування жінки могли ставати спадкоємицями та передавати своє майно нащадкам - як чоловікам, так і жінкам. Право успадкування могло бути розділене між всіма членами родини: найближчими родичами, як-от братами, сестрами, племінниками та племінницями. Проте варто зауважити, що в римському праві жінки могли мати обмежені права успадкування, зважаючи на зміну певних обставин та законів у суспільстві.  
Спадкоємцями (лат. cognati) при цьому виді споріднення вважалися всі безпосередні родичі незалежно від статі і з дотриманням послідовності ступенів і порядку народження. Можливі спадкоємці поділялися на чотири категорії. 
1. Першу категорію становили прямі низхідні родичі спадкодавця: сини, дочки від правильного шлюбу, а також онуки від померлих раніше дітей, яким надавалося право успадковувати замість їхніх батьків і в тих самих частках.
2. Другу категорію становили висхідні та повнорідні родичі: батько, мати, баби та діди, повнорідні брати і сестри, племінники за повнорідними братами і сестрами, яким надавалося право успадковувати замість їхніх батьків.
3. Третю категорію становили неповнорідні родичі: єдинокровні і єдиноутробні брати і сестри.
4. Інші родичі по боковій лінії всіх ступенів віддаленості спорідненості і неповнокров'я «до безкінечності» (лат. ad infinitum) становили четверту категорію. 